# Lou Andreas-Salomé
Lou Andreas-Salomé (født Louise von Salomé eller Luíza Gustavovna Salomé, russisk: Луиза Густавовна Саломе; 12. februar 1861 – 5. februar 1937) var russiskfødt psykoanalytiker og forfatter. Hendes mangfoldige intellektuelle interesser førte til venskaber med en bred vifte af fremtrædende vestlige tænkere, blandt andre Nietzsche, Freud og Rainer Maria Rilke.

## Værker
- Henrik Ibsens Frauengestalten, 1892.
- Friedrich Nietzsche in seinen Werken, 1894.
- Lebensrückblick, 1951.